# Laurence Attali
Pour les articles homonymes, voir Attali (homonymie).
Laurence Attali née à Paris, est une cinéaste française qui a acquis la nationalité sénégalaise en 2004.

## Biographie
Laurence Attali commence une double formation en philosophie et en histoire du cinéma à l'université Sorbonne-Nouvelle puis une formation en théâtre à l’université Paris-VIII Vincennes.,.
Elle se tourne vite vers le montage. Chef monteuse, pour le cinéma et la télévision, elle enseigne parallèlement son métier à l'Institut National de l'Audiovisuel en France, et à travers le monde.  
Elle passe à la réalisation en 1992, avec sa série La petite minute de bonheur.  Envoyée par l'INA au Sénégal en 1993 pour une expertise sur la post-production d'un feuilleton, elle y revient un mois plus tard pour réaliser son premier documentaire. Elle se prend de passion pour le pays,  commence à y réaliser tous ses films et fonde la société de production Autoproduction.  
Ses documentaires lui permettent de s'ancrer dans le milieu artistique dakarois mais c'est dans la fiction qu'elle trouve sa véritable liberté avec La Trilogie des Amours : Même le vent, Baobab et Le Déchaussé sélectionnés dans de nombreux festivals (New Directors New Film NY, Mostra de Venise, San Sebastien, Locarno, Rotterdam, Roma FF, Istambul, Fespaco, etc.). La Trilogie fait partie de la collection du Museum of Modern Art de New York (MoMA)  
Elle « reste marquée au fer rouge par sa première expérience de cinéaste en terre sénégalaise.[…] . Elle pose sur l’Afrique un regard à la fois syncrétique, familier et décalé. ».
En février 2020, son film Tabaski remporte le prix du public au Festival international du film de Rotterdam après avoir reçu le grand prix du jury au Festival Dakar Court en 2019,. (Mention spéciale du jury au Fespaco et au RFC Madagascar 2021)
De 2003 à 2024, elle accompagne tous les documentaires d'Ousmane William Mbaye, notamment en tant que chef monteuse et productrice : Xalima La Plume, Fer et Verre, Mere-bi la Mère, President Dia, Kemtiyu Cheikh Anta, Ndar Saga Waalo.

## Filmographie
- 1992 : La Petite Minute de bonheur (série de 30 épisodes d'une minute)
- 1993 : Mourtala Diop voyageur de l’art  (portrait du collectionneur d'art contemporain)[7]
- 1994 : Sénégalais Sénégalaise (Portrait de la styliste Oumou Sy)[8]
- 1995 : Regarde Amet  (film consacré au réalisateur Amet Diallo)[9]
- 1997 : Petit Pays (road movie dans 4 îles du Cap Vert)[10]
- 1999 : Moustapha Dimé, (film consacré au sculpteur Moustapha Dimé)[11]
- La Trilogie des Amours :

1. 1999 : Même le vent... (avec Bettina Kee, Laye Thiam, Cheikh Lô, Oumou Sy, Isseu Niang, Mauro Petroni)
2. 2000 : Baobab (avec Moussa Touré, Oumou Sy)
3. 2003 : Le Déchaussé (avec Cheikh Lô, Maylis Guiard-Schmidt, Madou Diabaté, Dousou Doukouré, Oumou Sy)

- 2007 : Le Temps d’un film (essai sur la fabrication du "Déchaussé" avec les mêmes acteurs et des extraits filmés et chantés de Tom Waits)
- 2019 : Tabaski, un film mêlant fiction, art et histoire politique, inspiré de l'œuvre du peintre Iba N'Diaye, "La ronde de Tabaski, à qui le tour ?" et interprété par le peintre Camara Gueye (Collection du Musée des Civilisations noires)